# 8150 Kaluga
8150 Kaluga è un asteroide della fascia principale. Scoperto nel 1985, presenta un'orbita caratterizzata da un semiasse maggiore pari a 3,2004547 UA e da un'eccentricità di 0,1273010, inclinata di 6,80832° rispetto all'eclittica.